# Бузовна
Бузо́вна (азерб. Buzovna) — селище на сході Азербайджану, підпорядковане Хазарському району міста Баку.

## Географія
Селище-курорт розташоване на березі Каспійського моря. Відоме своїми піщаними пляжами, на яких збудовані численні санаторії та бази відпочинку — район Загульба.

## Населення
Населення селища становить 29700 осіб (2012; 25434 в 2008, 23084 в 1989).

## Господарство
Через селище проходить автомобільна дорога Кала-Більгах, тут закінчується автодорога Баку-Бузовна. В селищі є залізнична станція на лінії Баку-Бузовна-Кала.

## Історичні пам'ятки
У селищі розташований древній пір Алі-Аяги, мечеті Алі ібн Абу Таліба та Мешаді Гаріб (1429).

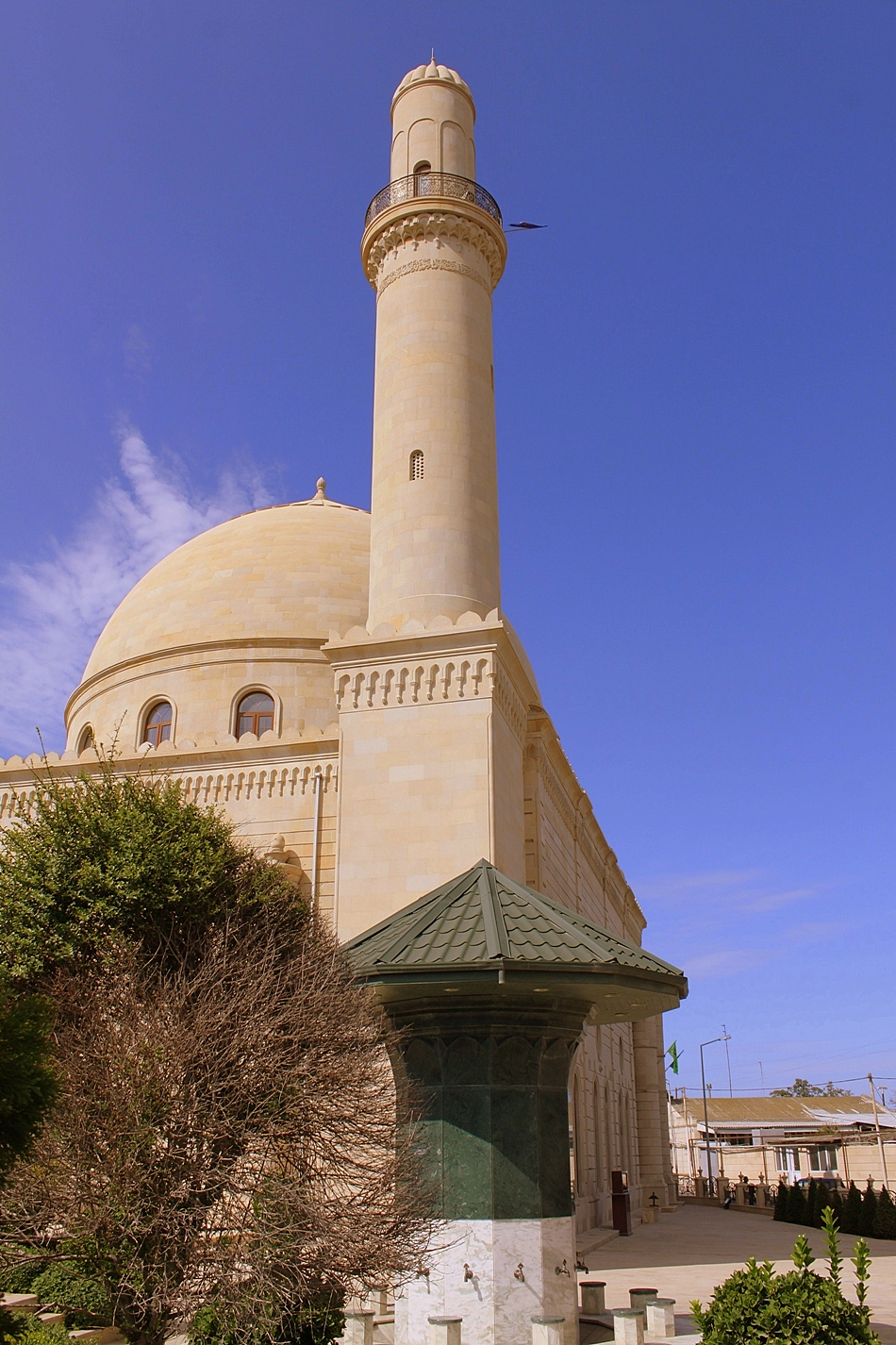
Мечеть Алі ібн Абу Таліба
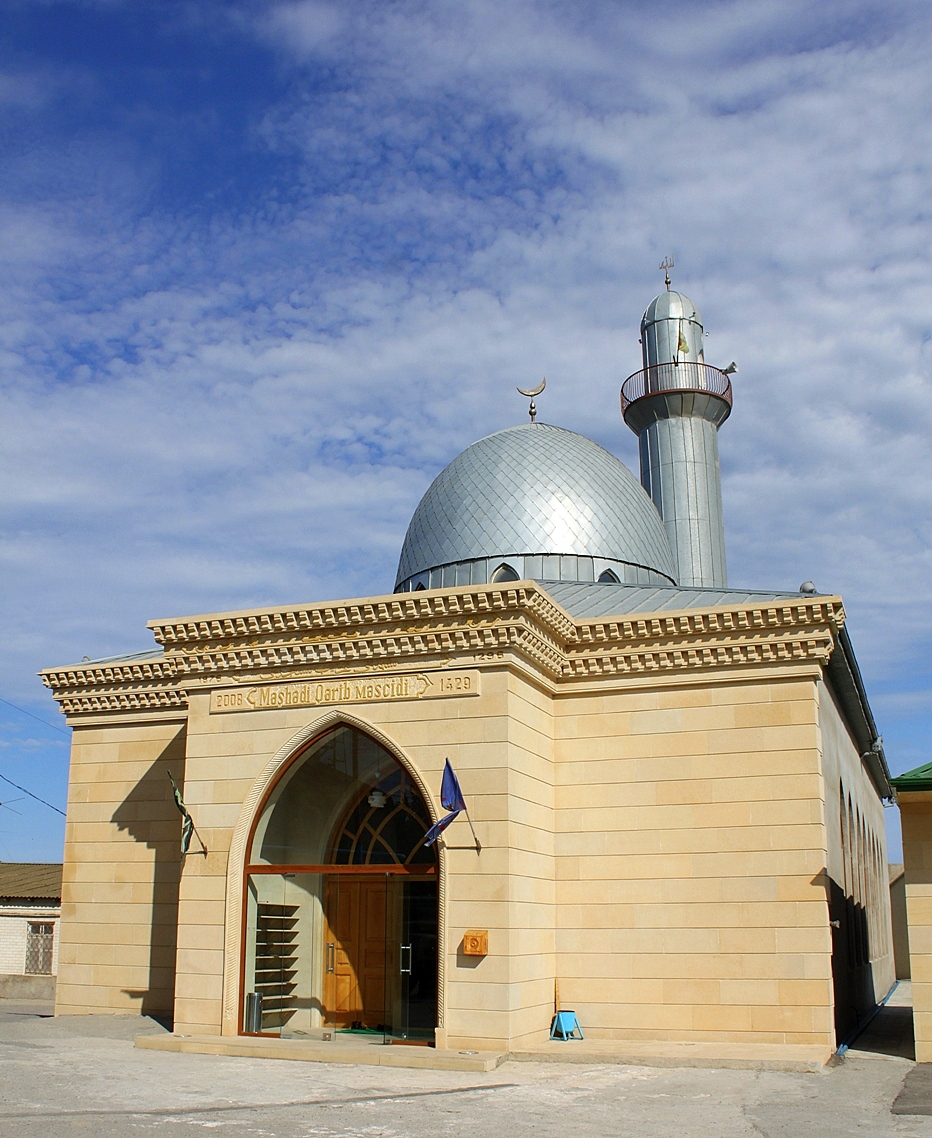
Мечеть Мешаді Гаріб
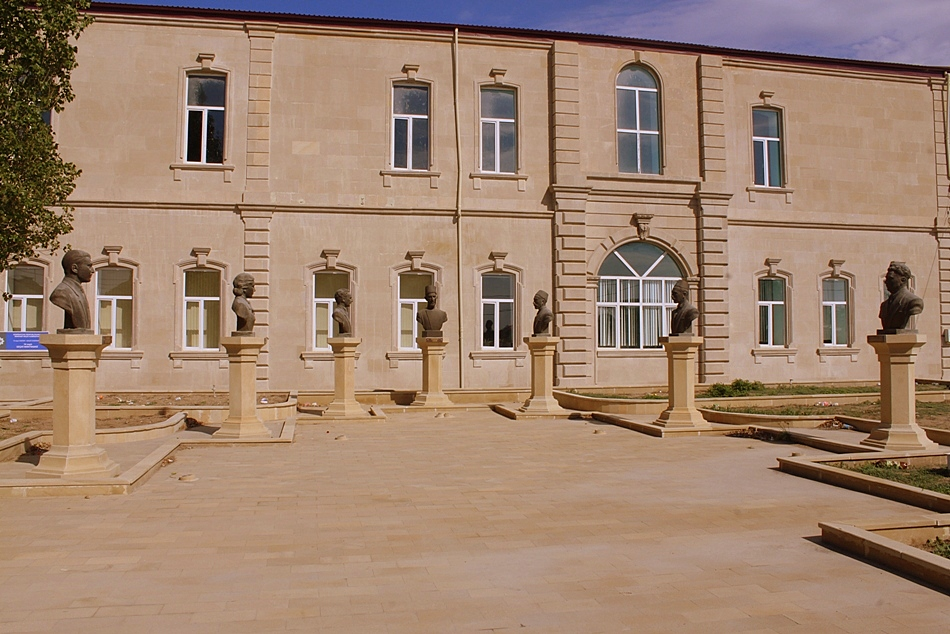
Місцева школа